# Mexquitic de Carmona
Mexquitic de Carmona è una municipalità dello stato di San Luis Potosí, nel Messico centrale, il cui capoluogo è la omonima località.
Conta 53.442 abitanti e ha una estensione di 889,42 km².